# Volvo FMX
Der Volvo FMX (FMX = Forward control, Medium, Xtreme) ist ein schwerer Baustellenverkehr-Lkw den Volvo Trucks seit 2010 produziert. Der FMX basiert auf der Grundlage des Volvo FM und konkurriert mit dem Renault Kerax bzw. Renault K-Truck und Iveco Trakker.

## Erste Generation (2010–2013)
Die 2010 eingeführte erste Generation FMX hatte wahlweise den 11-Liter Volvo D11 oder den 13-Liter Volvo D13 Dieselmotor mit Euro-5 Abgasnorm. Das Führerhaus wurde von Einar Hareides Studio Hareide Design in Oslo entworfen. Neben dem kurzen gab es auch ein langes Führerhaus mit Schlafkabine. Während die Markteinführung in Europa im Herbst 2010 erfolgte, gab es das Modell außerhalb Europas erst ab 2011. Vorerst wird das Modell von Volvo weiter als FMX Classic angeboten.

## Zweite Generation seit 2013
Die zweite Generation des FMX wurde im April 2013 erstmals vorgestellt und wird ab September 2013 an die Kunden ausgeliefert. Wiederum basiert der FMX auf dem neuen FM. Nunmehr stieg die Leistung der Motoren, wodurch der FMX auch für Schwerlastverkehre bis zu 120 Tonnen geeignet ist. Neben dem kurzen und langen Führerhaus, gibt es nun auch die Volvo Globetrotter Fernverkehrskabine.